# 白石站 (熊本縣)
白石站（日语：〔〕／ Shiroishi eki */?）位於熊本縣葦北郡蘆北町白石，是九州旅客鐵道（JR九州）肥薩線上的車站。

## 車站構造
相對式月台2面2線的車站。站房為自通車時（明治時代）所沿用至今。站內設有一股通過線。

### 月台配置
| 月台 | 路線    | 方向 | 目的地                 | 備註                                        |
| ---- | ------- | ---- | ---------------------- | ------------------------------------------- |
| 1    | ■肥薩線 | 下行 | 人吉、吉松方向         | 往吉松方向的晚上普通列車除1班外在人吉站轉乘 |
| 2    | ■肥薩線 | 上行 | 八代、新八代、熊本方向 | 普通列車往熊本方向在八代轉乘                |

## 車站周邊
附近聚落規模較大，散布於球磨川兩岸，距車站稍遠。
神瀨橋距離本站約100公尺，產交巴士在此設有白石站前（しらいしえきまえ）公車站，
過橋後在對岸也設有神瀨橋（こうのせばし）公車站。
- 熊本縣道304號一勝地神瀬線 - 位於站前。
- 熊本縣道272號球磨田浦線
- 神瀨橋

以下位於球磨川對岸。
- 國道219號
- 熊野座神社與神瀨石灰岩洞窟（神瀨鐘乳石洞）- 距本站約700公尺。是熊本名水百選之一和熊本縣指定的天然記念物。

另外車站周圍也是石灰岩地質，站名「白石」即來源於此。本站球磨川附近曾設有渡船處。

## 历史
- 1910年（明治43年）6月25日 - 由鐵道院設立。
- 1927年（昭和2年）10月17日 - 鹿兒島本線海岸新線通車，八代 - 人吉 - 鹿兒島間分離出成為肥薩線。
- 1986年（昭和61年）11月1日 - 導入電子閉塞裝置，車站無人化。
- 1987年（昭和62年）4月1日 - 國鐵分割民營化後成為九州旅客鐵道（JR九州）轄下的車站。
- 2007年（平成19年）11月30日 獲選為南九州近代化産業遺産群與物資輸送有關的項目

## 相鄰車站
九州旅客鐵道
肥薩線
- 臨時快速「SL人吉」停靠站

■快速
坂本－白石－一勝地
■普通
吉尾－白石－球泉洞

## 外部連結
- JR九州 － 白石車站 （页面存档备份，存于）（日語）

## 關連項目
- 日本鐵路車站列表